# Szent Piroska-templom (Taxco de Alarcón)
A Szent Piroska-templom a mexikói Taxco de Alarcón város egyik 18. századi műemléke.

## Története
A templom építését a gazdag bányavállalkozó, José de la Borda kezdeményezte, akinek akkora befolyása volt, hogy kiharcolta, hogy a tervezésben is szabad kezet kapjon. Az építtető a tervezést Cayetano de Sigüenzára bízta. A munkálatok 1748 februárjától 1758 decemberéig, más forrás szerint összesen 7 és fél évig tartottak.
Közel 95 méteres magasságával felépülte után közel fél évszázadig (1806-ig) ez volt Mexikó legmagasabb épülete.

## Leírás
A templom a 18. századi csurrigereszk stílus egyik kiemelkedő alkotása. A közép-mexikói egykori gazdag bányászváros, a Guerrero államban található Taxco de Alarcón főterének, a Borda térnek a keleti oldalán áll. Főhomlokzata, amelynek két szélén két karcsú torony emelkedik, nyugatra, a tér felé néz. A homlokzatnak szinte teljes falfelülete, a tornyok alsó részének kivételével rendkívül gazdagon díszített. Hátsó részén egy nyolcszög alaprajzú, azulejóval borított kupola emelkedik, lanternával a tetején.
A belsejében található kilenc retabló aranylemezkékkel ugyancsak sűrűn díszített, a belső falakat pedig többhelyütt rózsaszín kőből faragott pilaszterek tagolják. A kilenc retablót fokozatosan rendezték el méret, a díszítettség foka és az egyházi hierarchia alapján. Kettő a kórus alatt, négy a hajóban, három pedig a négyezetben található. A számos szentkép közül kiemelkedik Szent Piroskáé, amely a főoltáron helyezkedik el, valamint értékes berendezés még az orgona és a pulpitus.
A festmények egy részét Miguel Cabrera készítette. Az ő művei láthatók a hajó melletti indiánok kápolnája bejárata feletti timpanonban és a presbitérium mögötti sekrestyében.

## Képek

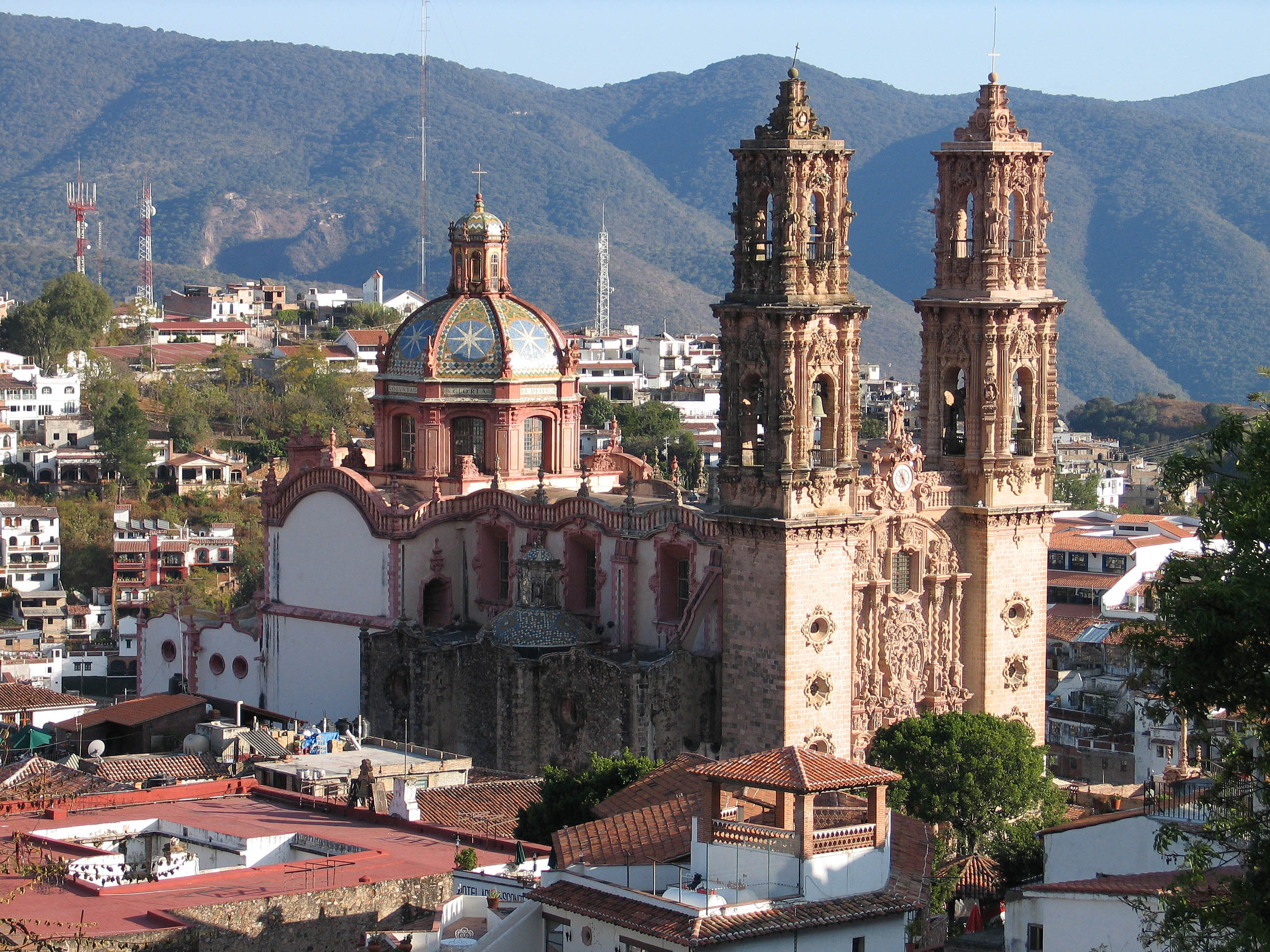
A templom és környezete
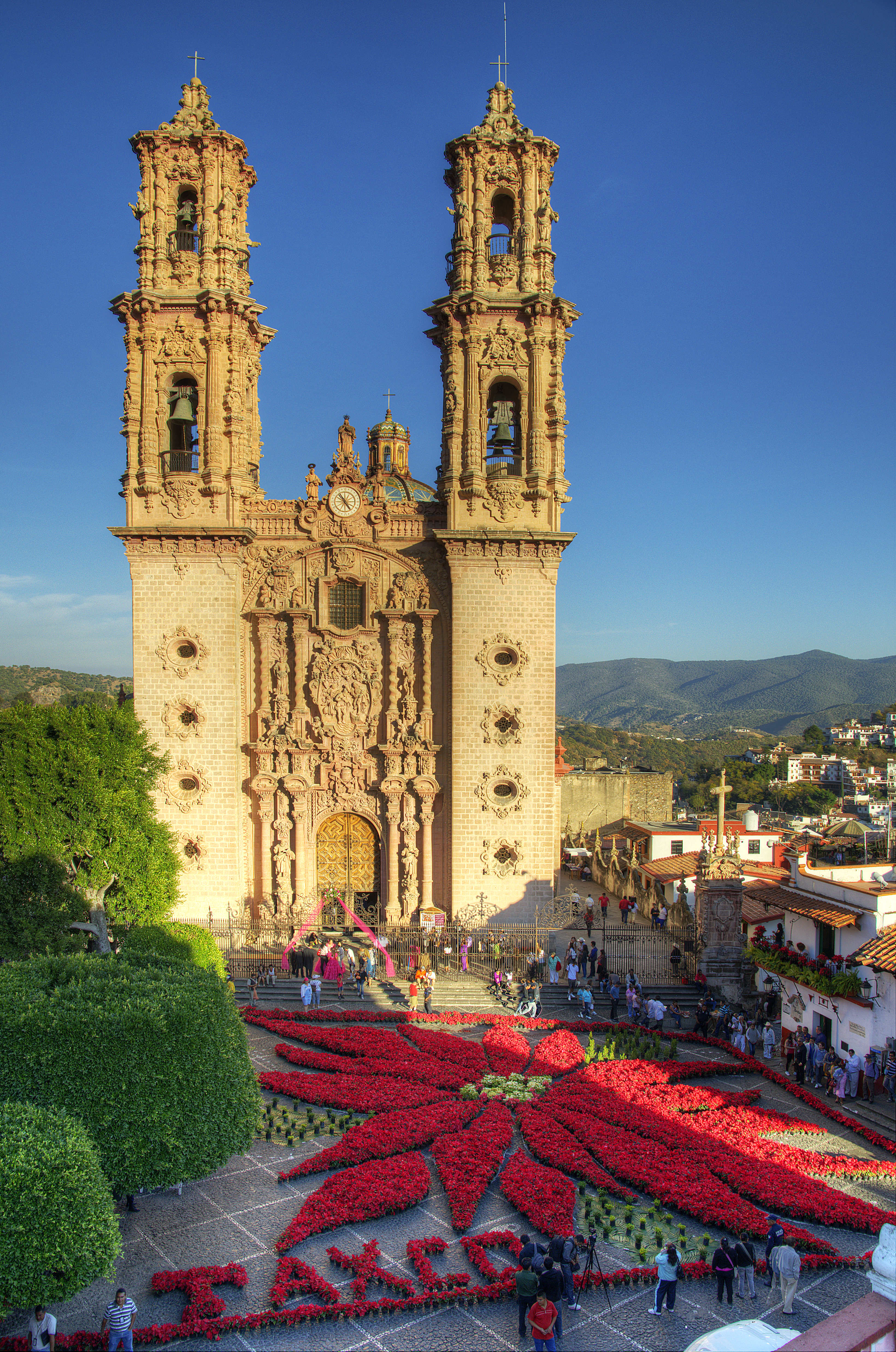
Nagy felbontású kép
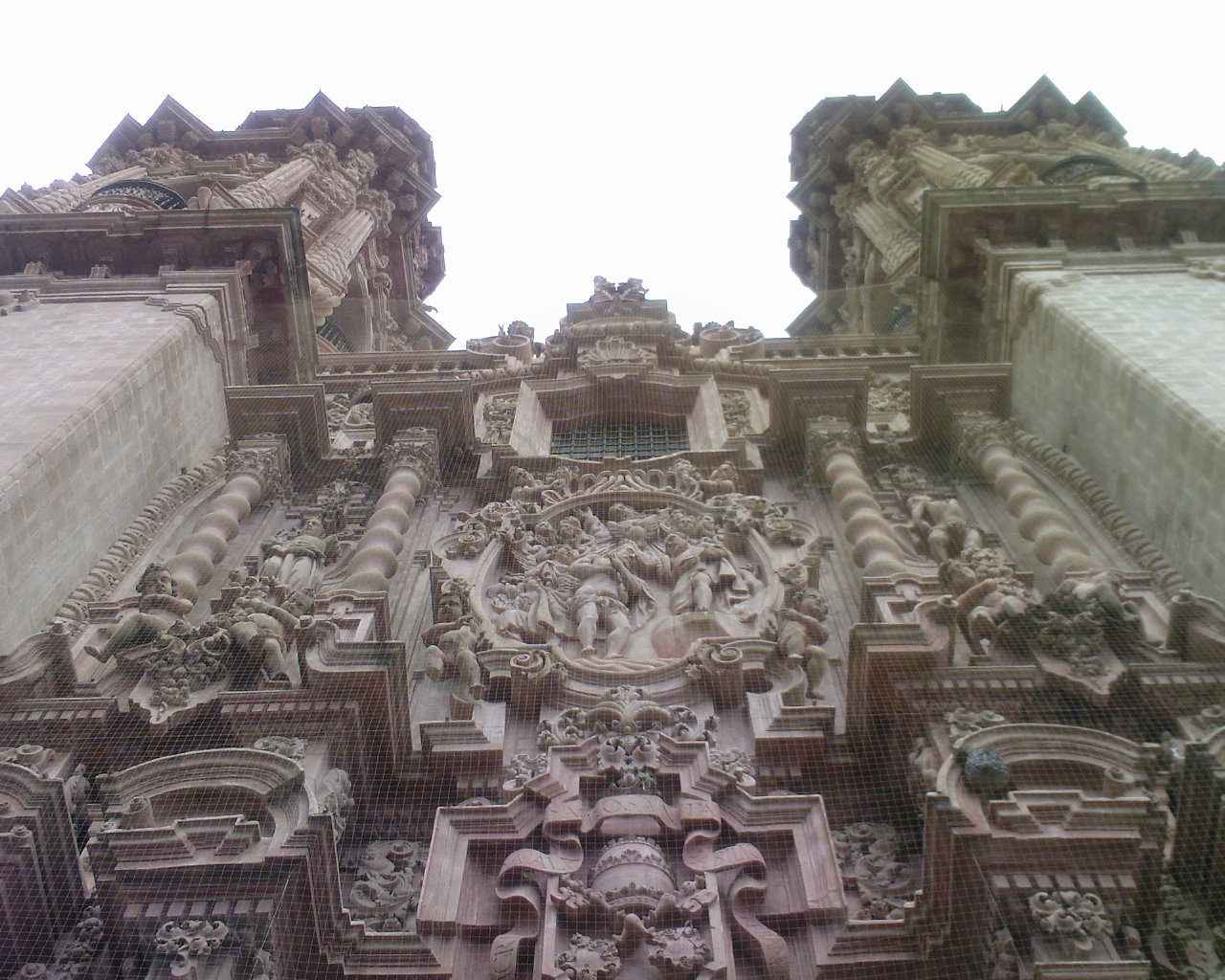
Részlet a díszítésből
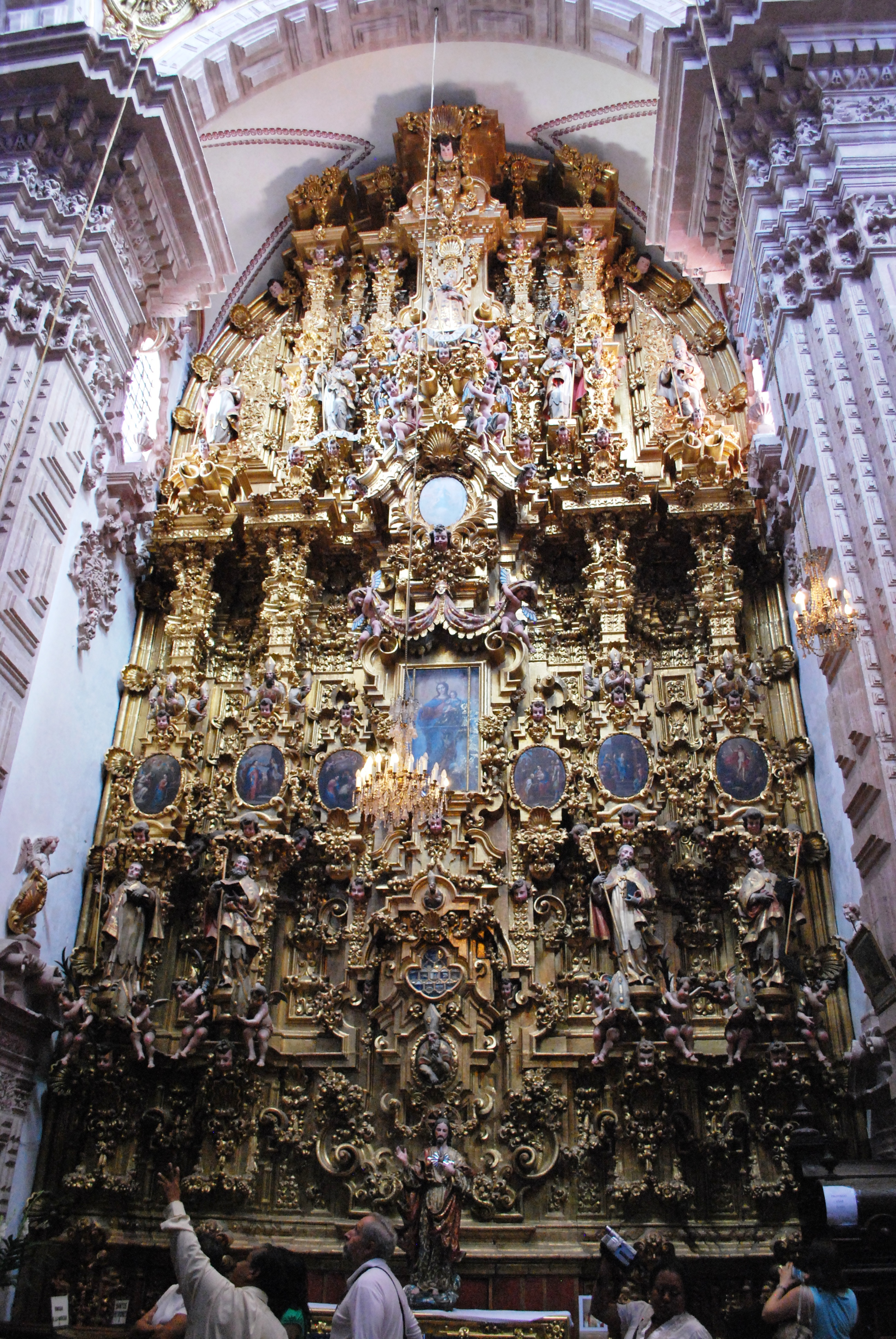
Az egyik oltár
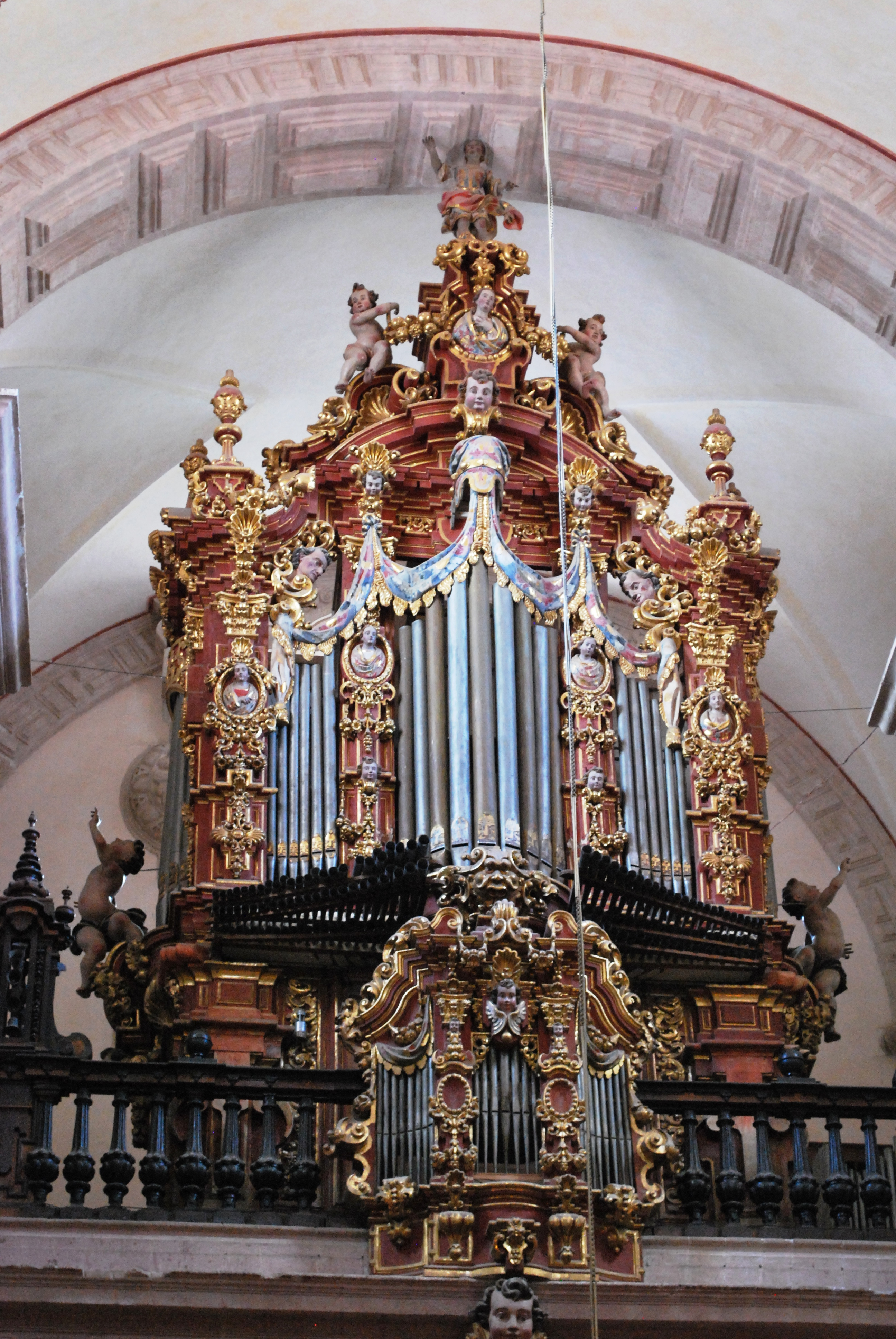
Az orgona